# Satellite Award du meilleur acteur dans une série télévisée musicale ou comique

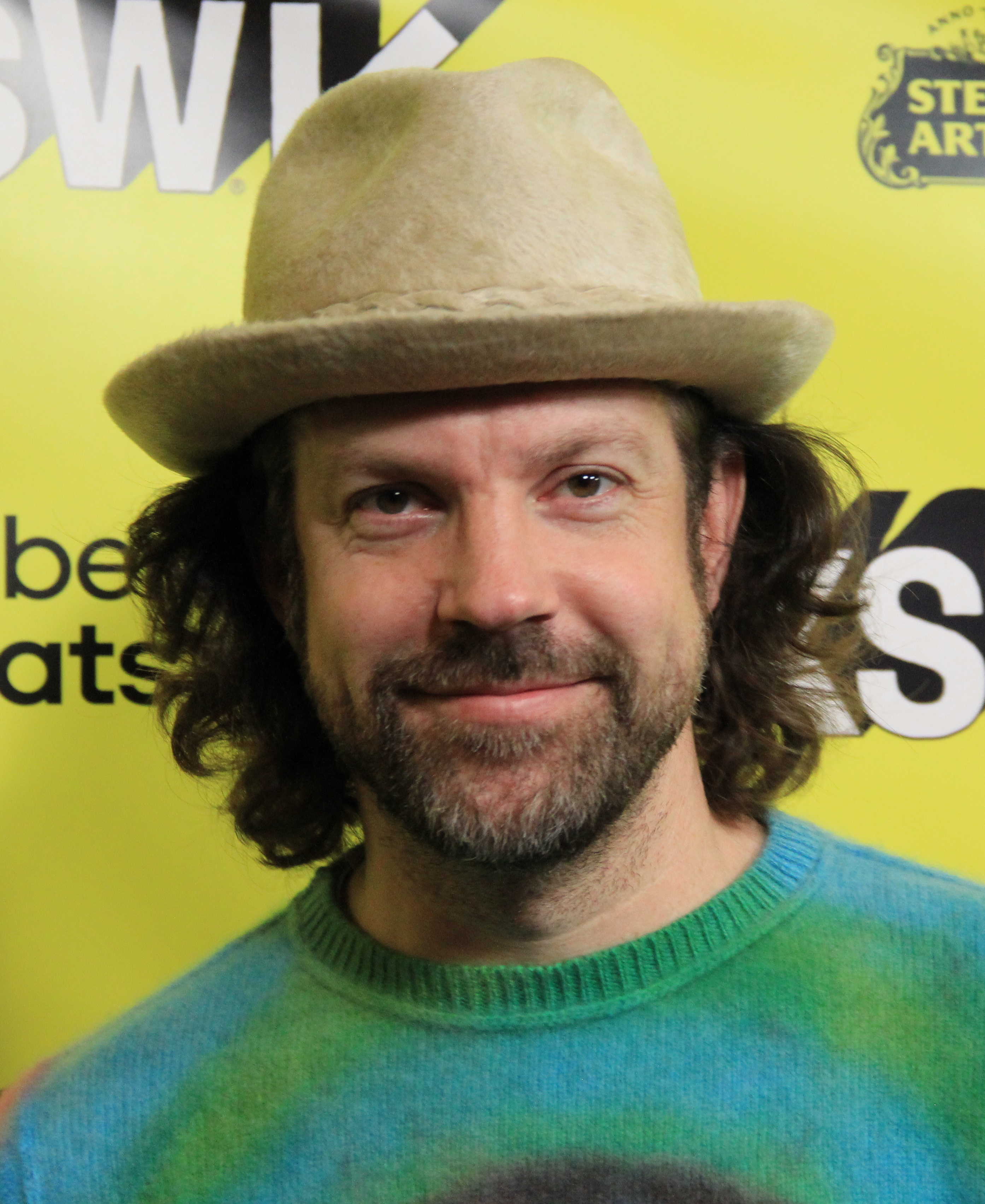
Lauréat 2021 : Jason Sudeikis

Le Satellite Award du meilleur acteur dans une série télévisée musicale ou comique (Satellite Award for Best Actor – Television Series Musical or Comedy) est une distinction de la télévision américaine décernée par The International Press Academy depuis 1997.

## Palmarès
Note : les gagnants sont indiqués en gras.

### Années 1990
- 1997 : John Lithgow pour le rôle de Dick Solomon dans Troisième planète après le Soleil (3rd Rock from the Sun)
  - Michael J. Fox pour le rôle de Mike Flaherty dans Spin City
  - Michael Richards pour le rôle de Cosmo Kramer dans Seinfeld
  - Garry Shandling pour le rôle de Larry Sanders dans The Larry Sanders Show
  - Rip Torn pour le rôle d'Arthur dans The Larry Sanders Show

- 1998 : Kelsey Grammer pour le rôle de Frasier Crane dans Frasier
  - Tim Allen pour le rôle de Tim Taylor dans Papa bricole
  - Drew Carey pour le rôle de Drew Carey dans Le Drew Carey Show (The Drew Carey Show)
  - Michael J. Fox pour le rôle de Mike Flaherty dans Spin City
  - Garry Shandling pour le rôle de Larry Sanders dans The Larry Sanders Show

- 1999 : Drew Carey pour le rôle de Drew Carey dans Le Drew Carey Show (The Drew Carey Show)
  - Michael J. Fox pour le rôle de Mike Flaherty dans Spin City
  - Kelsey Grammer pour le rôle de Frasier Crane dans Frasier
  - John Lithgow pour le rôle de Dick Solomon dans Troisième planète après le Soleil (3rd Rock from the Sun)
  - Paul Reiser pour le rôle de Paul Buchman dans Dingue de toi (Mad About You)

### Années 2000
- 2000 : Jay Mohr pour le rôle de Peter Dragon dans Action
  - Ted Danson pour le rôle de John Becker dans Becker
  - Thomas Gibson pour le rôle de Greg Montgomery dans Dharma et Greg (Dharma and Greg)
  - Eric McCormack pour le rôle de Will Truman dans Will et Grace (Will and Grace)
  - David Hyde Pierce pour le rôle de Niles Crane dans Frasier

- 2001 : Frankie Muniz pour le rôle de Malcolm dans Malcolm
  - Robert Guillaume pour le rôle d'Isaac Jaffe dans Sports Night
  - Sean Hayes pour le rôle de Jack McFarland dans Will et Grace (Will and Grace)
  - Stacy Keach pour le rôle de Ken Titus dans Titus
  - John Mahoney pour le rôle de Martin Crane dans Frasier

- 2002 : Kelsey Grammer pour le rôle de Frasier Crane dans Frasier
  - Thomas Cavanagh pour le rôle d'Ed Stevens dans Ed pour
  - Eric McCormack pour le rôle de Will Truman dans Will et Grace (Will and Grace)
  - Ray Romano pour le rôle de Raymond Barone dans Tout le monde aime Raymond (Everybody Loves Raymond)
  - George Segal pour le rôle de Jack Gallo dans Voilà ! (Just Shoot Me!)

- 2003 : Bernie Mac pour le rôle de Bernie McCullough dans The Bernie Mac Show
  - Matt LeBlanc pour le rôle de Joey Tribbiani dans Friends
  - Eric McCormack pour le rôle de Will Truman dans Will et Grace (Will and Grace)
  - John C. McGinley pour le rôle du Dr Perry Cox dans Scrubs
  - Damon Wayans pour le rôle de Michael Kyle dans Ma famille d'abord (My Wife and Kids)

- 2004 : Bernie Mac pour le rôle de Bernie McCullough dans The Bernie Mac Show
  - Sacha Baron Cohen pour le rôle d'Ali G dans Da Ali G Show
  - Bryan Cranston pour le rôle de Hal dans Malcolm
  - Larry David pour son propre rôle dans Larry et son nombril (Curb Your Enthusiasm)
  - Eric McCormack pour le rôle de Will Truman dans Will et Grace (Will and Grace)
  - Tony Shalhoub pour le rôle d'Adrian Monk dans Monk
  - Damon Wayans pour le rôle de Michael Kyle dans Ma famille d'abord (My Wife and Kids)

- 2005 (janvier) : Jason Bateman pour le rôle de Michael Bluth dans Arrested Development
  - Zach Braff pour le rôle du Dr John "J.D." Dorian dans Scrubs
  - Larry David pour son propre rôle dans Larry et son nombril (Curb Your Enthusiasm)
  - Bernie Mac pour le rôle de Bernie McCullough dans The Bernie Mac Show
  - Damon Wayans pour le rôle de Michael Kyle dans Ma famille d'abord (My Wife and Kids)

- 2005 (décembre) : Jason Bateman pour le rôle de Michael Bluth dans Arrested Development
  - Stephen Colbert pour son propre rôle dans The Colbert Report
  - Kevin Connolly pour le rôle d'Eric Murphy dans Entourage
  - Jason Lee pour le rôle d'Earl J. Hickey dans Earl
  - James Spader pour le rôle d'Alan Shore dans Boston Justice (Boston Legal)
  - Tony Shalhoub pour le rôle d'Adrian Monk dans Monk
  - Damon Wayans pour le rôle de Michael Kyle dans Ma famille d'abord (My Wife and Kids)

- 2006 : James Spader pour le rôle d'Alan Shore dans Boston Justice (Boston Legal)
  - Stephen Colbert pour son propre rôle dans The Colbert Report
  - Steve Carell pour le rôle de Michael Scott dans The Office
  - Ted Danson pour le rôle de Bill Hoffman dans Help Me Help You
  - Jason Lee pour le rôle d'Earl J. Hickey dans Earl
  - James Roday pour le rôle de Shawn Spencer dans Psych : Enquêteur malgré lui (Psych)

- 2007 : Stephen Colbert pour son propre rôle dans The Colbert Report
  - Alec Baldwin pour le rôle de Jack Donaghy dans 30 Rock
  - Steve Carell pour le rôle de Michael Scott dans The Office
  - Ricky Gervais pour le rôle d'Andy Millman dans Extras
  - Zachary Levi pour le rôle de Chuck Bartowski dans Chuck
  - Lee Pace pour le rôle de Ned dans Pushing Daisies

- 2008 : Justin Kirk pour le rôle d'Andy Botwin dans Weeds
  - Alec Baldwin pour le rôle de Jack Donaghy dans 30 Rock
  - Danny DeVito pour le rôle de Frank Reynolds dans Philadelphia  (It's Always Sunny in Philadelphia)
  - David Duchovny pour le rôle de Hank Moody dans Californication
  - Jonny Lee Miller pour le rôle d'Eli Stone dans Eli Stone
  - Lee Pace pour le rôle de Ned dans Pushing Daisies

- 2009 : Matthew Morrison pour le rôle de Will Schuester dans Glee
  - Alec Baldwin pour le rôle de Jack Donaghy dans 30 Rock
  - Jemaine Clement pour le rôle de Jemaine dans Flight of the Conchords
  - Stephen Colbert pour son propre rôle dans The Colbert Report
  - Danny McBride pour le rôle de Kenny Powers dans Kenny Powers (Eastbound and Down)
  - Jim Parsons pour le rôle de Sheldon Cooper dans The Big Bang Theory

### Années 2010
- 2010 : Alec Baldwin pour le rôle de Jack Donaghy dans 30 Rock
  - Steve Carell pour le rôle de Michael Scott dans The Office
  - Thomas Jane pour le rôle de Ray Drecker dans Hung
  - Danny McBride pour le rôle de Kenny Powers  dans Kenny Powers (Eastbound & Down)
  - Matthew Morrison pour le rôle de Will Schuester dans Glee
  - Jim Parsons pour le rôle de Sheldon Cooper dans The Big Bang Theory

- 2011 : Louis C.K. pour le rôle de Louie dans Louie
  - Martin Clunes pour le rôle du Dr Martin Ellingham dans Doc Martin
  - Charlie Day pour le rôle de Charlie Kelly dans Philadelphia (It's Always Sunny in Philadelphia)
  - Matt LeBlanc pour son propre rôle dans Episodes
  - Joel McHale pour le rôle de Jeff Winger dans Community
  - Elijah Wood pour le rôle de Ryan Newman dans Wilfred

- 2012[1] : Johnny Galecki pour le rôle de Leonard Hofstadter dans The Big Bang Theory
  - Will Arnett pour le rôle de Chris Brinkley dans Up All Night
  - Louis C.K. pour le rôle de Louie dans Louie
  - Don Cheadle pour le rôle de Marty Kaan dans House of Lies
  - Joel McHale pour le rôle de Jeff Winger dans Community
  - Jim Parsons pour le rôle de Sheldon Cooper dans The Big Bang Theory

- 2014 : John Goodman pour le rôle du sénateur Gil John Biggs dans Alpha House
  - Mathew Baynton pour le rôle de Sam Pinkett dans The Wrong Mans
  - Andre Braugher pour le rôle du capitaine Ray Holt dans Brooklyn Nine-Nine
  - Don Cheadle pour le rôle de Marty Kaan dans House of Lies
  - Louis C.K. pour le rôle de Louie dans Louie
  - James Corden pour le rôle de Phil Bourne dans The Wrong Mans
  - Jake Johnson pour le rôle de Nick Miller dans New Girl
  - Jim Parsons pour le rôle du Dr Sheldon Cooper dans The Big Bang Theory

- 2015 : Jeffrey Tambor pour le rôle de Mort / Maura dans Transparent
  - Louis C.K. pour le rôle de Louie dans Louie
  - John Goodman pour le rôle du sénateur Gil John Biggs dans Alpha House ♕
  - William H. Macy pour le rôle de Frank Gallagher dans Shameless
  - Thomas Middleditch pour le rôle de Richard Hendriks dans Silicon Valley
  - Jim Parsons pour le rôle du Dr Sheldon Cooper dans The Big Bang Theory

- 2016 : Jeffrey Tambor pour le rôle de Mort / Maura dans Transparent
  - Louis C.K. pour le rôle de Louie dans Louie
  - Will Forte pour le rôle de Phil Miller dans The Last Man on Earth
  - Colin Hanks pour le rôle de Greg Short dans Life in Pieces
  - Chris Messina pour le rôle du Dr. Danny Castellano dans The Mindy Project
  - Thomas Middleditch pour le rôle de Richard Hendriks dans Silicon Valley

- 2017 : William H. Macy pour le rôle de Francis "Franck" Gallagher dans Shameless
  - Anthony Anderson pour le rôle de Andre "Dre" Johnson Sr. dans Black-ish
  - Rob Delaney pour le rôle de Rob Norris dans Catastrophe
  - Will Forte pour le rôle de Philip Miller dit Tandy dans The Last Man on Earth
  - Thomas Middleditch pour le rôle de Richard Hendriks dans Silicon Valley
  - Jeffrey Tambor pour le rôle de Mort / Maura dans Transparent

- 2018 : William H. Macy pour le rôle de Francis "Franck" Gallagher dans Shameless
  - Aziz Ansari pour le rôle de Dev Shah dans Master of None
  - Zach Galifianakis pour les rôles de Chip et Dale Baskets dans Baskets
  - Neil Patrick Harris pour le rôle du comte Olaf dans Les Désastreuses Aventures des orphelins Baudelaire (A Series of Unfortunate Events)
  - John Lithgow pour le rôle de Larry Henderson dans Trial & Error
  - Thomas Middleditch pour le rôle de Richard Hendriks dans Silicon Valley

- 2019 : Bill Hader – Barry 
  - Anthony Anderson – Black-ish
  - Ted Danson – The Good Place
  - Donald Glover – Atlanta
  - William H. Macy – Shameless
  - Thomas Middleditch – Silicon Valley

### Années 2020
- 2020 : Thomas Middleditch pour le rôle de Richard Hendricks dans Silicon Valley
  - Ted Danson pour le rôle de Michael dans The Good Place
  - Michael Douglas pour le rôle de Sandy Kominsky dans La Méthode Kominsky
  - Bill Hader pour le rôle de Barry Berkman / Barry Block dans Barry
  - Eugene Levy pour le rôle de Johnny Rose dans Schitt's Creek
  - Danny McBride pour le rôle de Jesse Gemstone dans The Righteous Gemstones

- 2021 : Eugene Levy dans Bienvenue à Schitt's Creek (Schitt's Creek)
  - Dave Burd dans Dave
  - Ricky Gervais dans After Life
  - Nicholas Hoult dans The Great
  - Jason Sudeikis dans Ted Lasso
  - Ramy Youssef dans Ramy

- 2022 : Jason Sudeikis dans Ted Lasso (Apple TV+)
  - Paul Bettany dans WandaVision (Disney+)
  - Michael Douglas dans The Kominsky Method (Netflix)
  - Jay Duplass dans Directrice (Netflix)
  - Steve Martin dans Only Murders in the Building (Hulu)
  - Alan Tudyk dans Resident Alien (Syfy)

- 2023 : Bill Hader pour Barry
  - Donald Glover pour Atlanta
  - Danny McBride pour The Righteous Gemstones
  - Craig Robinson pour Killing It
  - Martin Short pour Only Murders in the Building
  - Alan Tudyk pour Resident Alien

- 2024 : Jeremy Allen White – The Bear
  - Bill Hader – Barry
  - Steve Martin – Only Murders in the Building
  - Martin Short – Only Murders in the Building
  - Jason Sudeikis – Ted Lasso

- 2025 : Patrick Brammall – Colin from Accounts
  - Adam Brody – Nobody Wants This
  - Nathan Fielder – The Curse
  - Seth Rogen – Platonic
  - Martin Short – Only Murders in the Building
  - Jeremy Allen White – The Bear